# August Wilhelm Dennstedt
August Wilhelm Dennstedt  ( * 1776 - 1826 ) fue un botánico, farmacéutico médico alemán

## Algunas publicaciones
- Dennstedt, A. Pflanzen mit Luftgefäßen.

### Libros
- "Hortus Belvedereanus"

- La abreviatura «Dennst.» se emplea para indicar a August Wilhelm Dennstedt como autoridad en la descripción y clasificación científica de los vegetales.[1]